# Avenida Getúlio Vargas (Belo Horizonte)
A Avenida Getúlio Vargas é uma via de Belo Horizonte. Conecta dois pontos da Avenida do Contorno, ligando o bairro de Santo Antônio ao de São Lucas.
Na Praça Diogo de Vasconcelos, cruza a Avenida Cristóvão Colombo. Mais adiante, em seu cruzamento com a Avenida Afonso Pena está a Praça Benjamin Guimarães.

## História
Denominada originalmente Av. Paraúna, conforme a planta original da cidade, planejada por Aarão Reis, a avenida passou a se chamar Getúlio Vargas por meio do decreto 0037, de 9 de novembro de 1938.
Ao longo de seus quase dois quilômetros, a avenida abriga importantes referências da cidade, como a sede do Tribunal Regional do Trabalho, a sede do jornal Estado de Minas, além de luxuosos restaurantes, bares, lojas e agências bancárias.